# Packau
Packau (białorus. Пацкаў, ros. Пацков) – nieistniejący już chutor w małoźyńskiej radzie wiejskiej rejonu brahińskiego, obwodu homelskiego na Białorusi, położony nad rzeką Brahinka w odległości 1 km od Brahinia.
W 1998 roku folwark należał do malejkowskiej rady wiejskiej. Postanowieniem Homelskiego Obwodowego Komitetu Wykonawczego z 17 listopada 2005 roku Nr 793, Packau został wykreślony z rejestru miejsc zamieszkałych.